# Projekt Hyperion

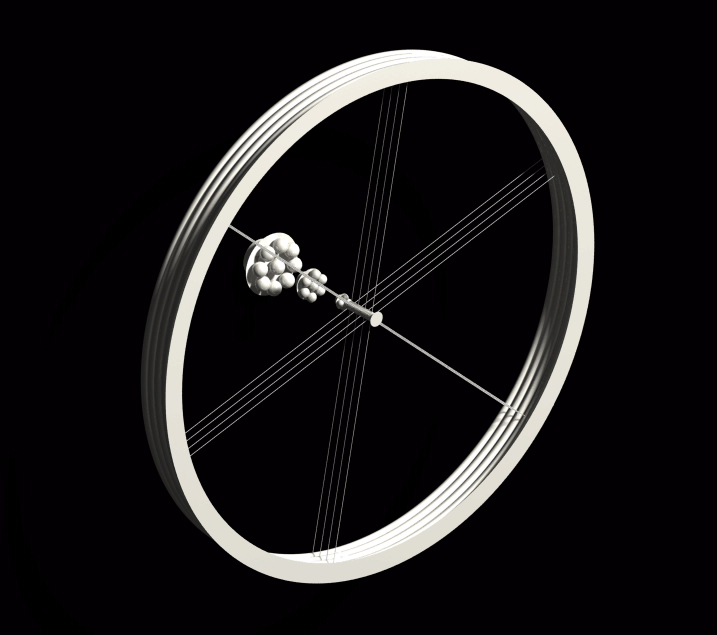
Stanford Torus-basiertes Generationenschiff, vorgeschlagen vom Projekt Hyperion

Projekt Hyperion, im Dezember 2011 von Andreas M. Hein initiiert, ist ein Forschungsprojekt, das sich mit der Entwicklung integrierter Konzepte für ein bemanntes interstellares Raumschiff oder ein Generationenraumschiff befasst. Die Studie basiert größtenteils auf den Arbeiten der Studentengruppe Wissenschaftliche Arbeitsgemeinschaft für Raketentechnik und Raumfahrt (WARR) a der Technischen Universität München. Ziel der Studie ist es, die Machbarkeit bemannter interstellarer Raumflüge unter Einsatz aktueller und zukünftiger Technologien zu bewerten. Darüber hinaus soll die Studie zukünftige Forschungs- und Technologieentwicklungspläne unterstützen und die Öffentlichkeit über bemannte interstellare Reisen informieren.
Bemerkenswerte Ergebnisse des Projekts umfassen eine Bewertung von Systemarchitekturen für Weltraumschiffe sowie die Bestimmung einer geeigneten Bevölkerungsgröße. Das Projekt wurde zudem in der TV-Serie Rendezvous with the Future (BBC/Bilibili), populärwissenschaftlichen Büchern und in der Kunst präsentiert.
Die Kernmitglieder des Teams haben ihre Ergebnisse sowohl beim ESA Interstellar Workshop 2019 als auch in der ESA-Fachzeitschrift Acta Futura präsentiert.
Ein interdisziplinärer Designwettbewerb wurde im Jahr 2024 ins Leben gerufen.